# Kajetan Mlicki
Kajetan Jan Antoni Mlicki herbu Dołęga (ur. 18 lipca 1747 w Orchowie, zm. 1808) –  kasztelan sierpecki od 1788 roku (23.IX.1787 r. Rada Nieustająca wystawiła asygnację dla jego poprzednika - kasztelana Antoniego Strzembosza), podstoli płocki w 1779 roku.
Był członkiem konfederacji Sejmu Czteroletniego w 1788 roku.